# إيمي شتاينبرغ
إيمي شتاينبرغ (بالإنجليزية: Amy Steinberg)‏ هي موسيقية ومغنية وكاتبة غنائية أمريكية، ولدت في 17 يوليو 1973.